# Rhioxyna
Rhioxyna is een geslacht van hooiwagens uit de familie Gonyleptidae.
De wetenschappelijke naam Rhioxyna is voor het eerst geldig gepubliceerd door Soares & Bauab-Vianna in 1970. 

## Soorten
Rhioxyna omvat de volgende 2 soorten:
- Rhioxyna unicornis
- Rhioxyna zoppeii